# Arcyophora apicalis
Arcyophora apicalis är en fjärilsart som beskrevs av Walker 1865. Arcyophora apicalis ingår i släktet Arcyophora och familjen trågspinnare. Inga underarter finns listade i Catalogue of Life.